# بانكريشن
بانكريشن (/pænˈkreɪtiɒn, -ˈkreɪʃən/[بحاجة لمصدر]؛ باليونانية: παγκράτιον) كانت رياضة قتالية غير مسلحة أُدخلت إلى الألعاب الأولمبية اليونانية في 648 قبل الميلاد. استخدم الرياضيون تقنيات الملاكمة والمصارعة وأيضًا تقنيات أخرى، مثل الركل والحمل وأقفال المفاصل والخنق على الأرض، مما يجعلها مشابهة لفنون القتال المختلطة الحديثة. يأتي المصطلح من الكلمة اليونانية παγκράτιον ‎[paŋkrátion]‏، والتي تعني «كل القوة»، من πᾶν (بان) «الكل» وκράτος (كريشن) «الصلابة، القدرة، القوة».

## وصلات خارجية
- "Pankration" or "Pancration" matches مشروع برساوس  [لغات أخرى]‏، جامعة تافتس
- International Federation of Pankration Athlima